# Georgiana (geslacht)
Georgiana is een kevergeslacht uit de familie van de boktorren (Cerambycidae). De wetenschappelijke naam van het geslacht werd voor het eerst geldig gepubliceerd in 1912 door Aurivillius.

## Soorten
Georgiana is monotypisch en omvat slechts de volgende soort:
- Georgiana xanthomelaena (White, 1856)